# Estación de Georgemas Junction
La estación de Georgemas Junction (en inglés: Georgemas Junction railway station) es una estación de ferrocarril ubicada a 2 km. (1 milla) al este de la localidad de Halkirk, en el consejo unitario de Highland, en el norte de Escocia, Reino Unido. La estación presta servicios a la línea de ferrocarril Far North Line, en el antiguo condado de Caithness.
La estación es la unión de la rama de Thurso de la línea de Inverness a Wick. La unión es el cruce ferroviario que se encuentra más al norte en el Reino Unido.

## Funcionamiento
Los trenes de pasajeros hacia el norte se dividen en el Georgemas Junction, con la parte trasera del tren hacia Thurso y la parte frontal a Wick. Después de la introducción de unidades múltiples de diesel de la Clase 156 a la línea, donde los trenes estaban compuestos siempre de dos trenes (cuatro coches) y en Georgemas, estos se dividían por la mitad con la parte delantera hacia Wick y la parte trasera a Thurso.
Esta práctica se interrumpió con la introducción de la Clase 158 que funcionó como un conjunto único. A su llegada a Georgemas Junction de Inverness, los trenes deben invertir para llegar a la estación de Thurso. El tren opera desde Thurso de nuevo a Georgemas Junction, para luego continuar a la estación de Wick. La Guía Nacional de organización del tráfico (en inglés: National Routeing Guide) permite a los pasajeros de Wick permanecer en el tren entre Georgemas Junction y Thurso, que de otro modo estarían fuera de la ruta.

### Recursos
- Butt, R. V. J. (1995). The Directory of Railway Stations: details every public and private passenger station, halt, platform and stopping place, past and present (en inglés) (1° edición). Sparkford: Patrick Stephens Ltd. ISBN 1-8526-0508-1. OCLC 60251199.
- Jowett, Alan (1989). Jowett's Railway Atlas of Great Britain and Ireland: From Pre-Grouping to the Present Day (1st ed.) (en inglés). Sparkford: Patrick Stephens Ltd. ISBN 1-8526-0086-1. OCLC 22311137.

- Datos: Q2560752
- Multimedia: Georgemas Junction railway station / Q2560752